# 古魯埃區
15°28′S 36°59′E / 15.467°S 36.983°E

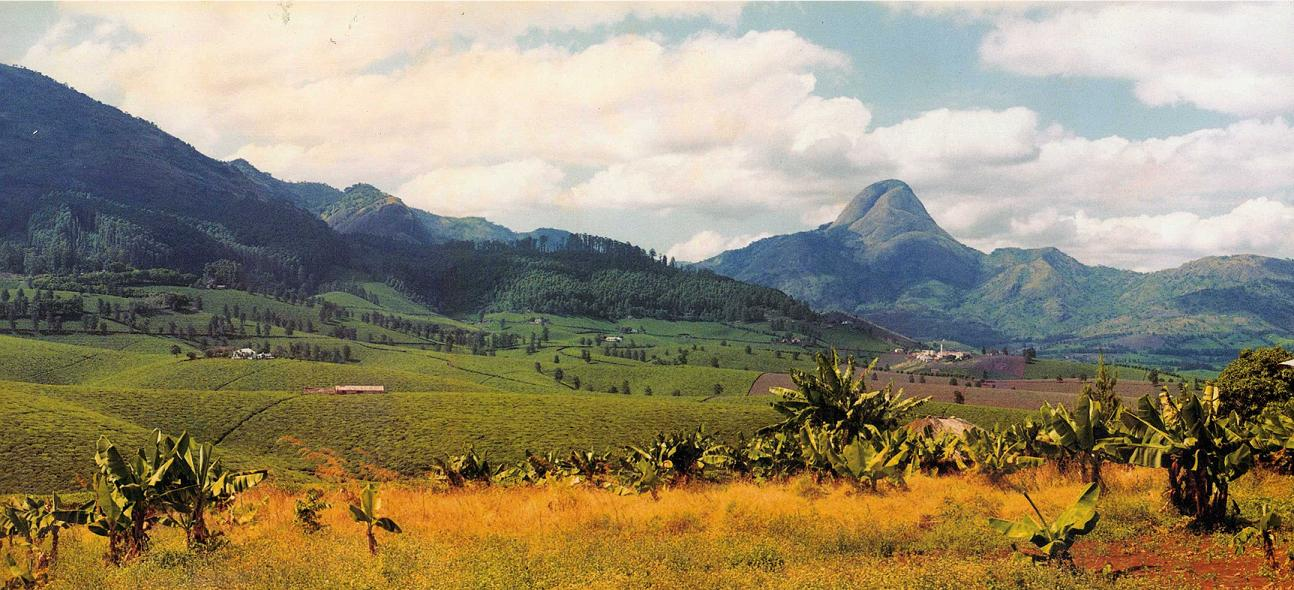

localização do distrito do Gurué em Moçambique

古魯埃區（葡萄牙語：Gurué），是莫桑比克的行政區，位於該國中東部，由贊比西亞省負責管轄，首府設於古魯埃，面積5,606平方公里，2007年人口297,935，人口密度每平方公里53人。